# Longleat
Longleat est un territoire anglais jouxtant le village de Horningsham, à proximité des villes de Warminster (Wiltshire) et de Frome dans le Somerset. Propriété des marquis de Bath, il est réputé pour son manoir élisabethain et son labyrinthe dans le parc paysager. Ce domaine comprend un parc de 360 ha dessiné par Capability Brown, et 40 000 ha de forêts et de champs. Longleat fut le premier château ouvert au public, et dispose du seul parc safari hors d’Afrique,. 
Le château, commandé par sir John Thynne, fut conçu pour l'essentiel par Robert Smythson, après l'incendie, en 1567, du prieuré qui occupait cet emplacement. Il fallut 12 ans pour construire l'édifice, qui est considéré depuis comme l'un des chefs-d'œuvre de l’architecture élisabéthaine en Grande-Bretagne.

## Histoire

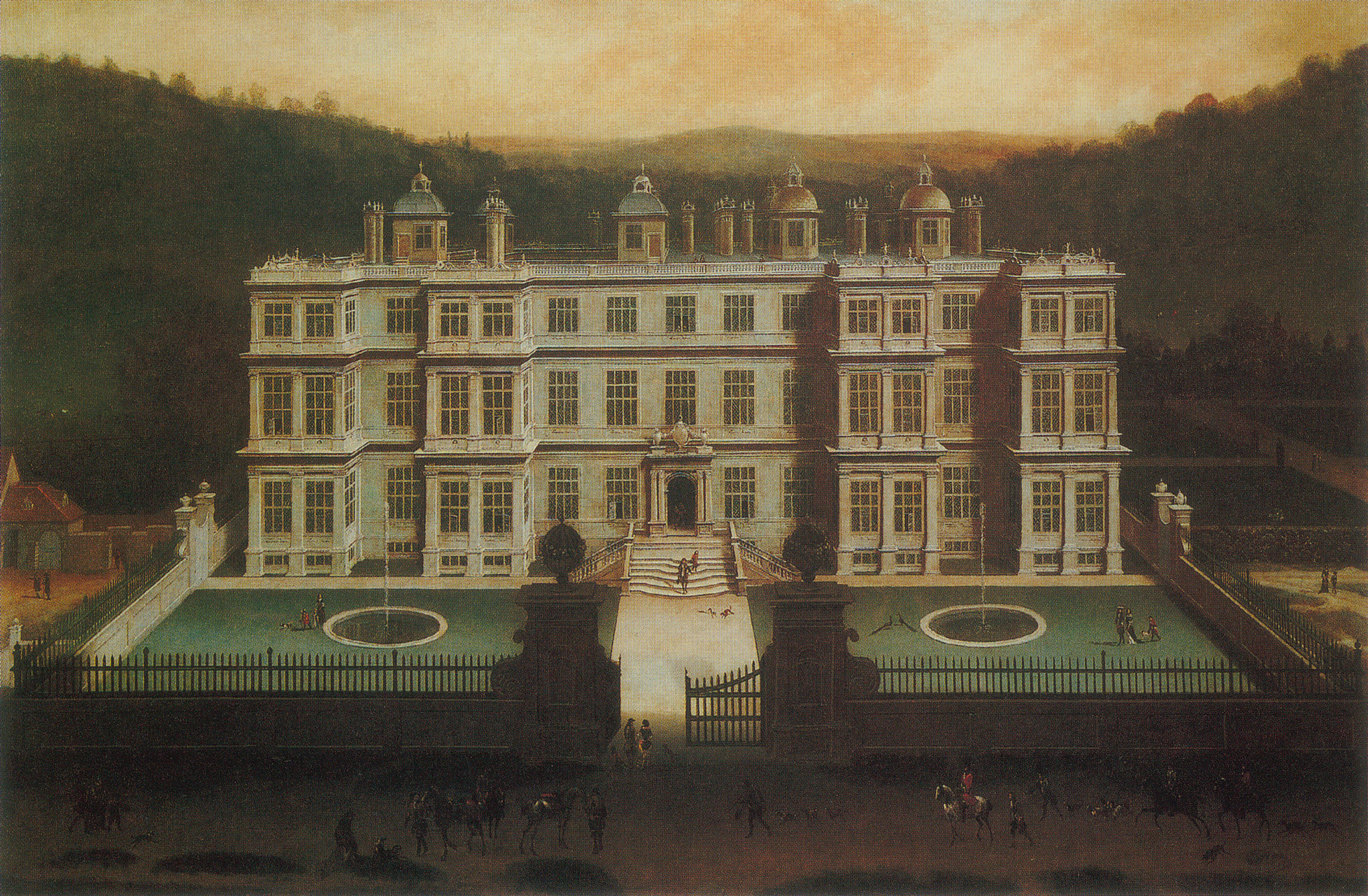
Panorama de Longleat, Jan Siberechts (1675).

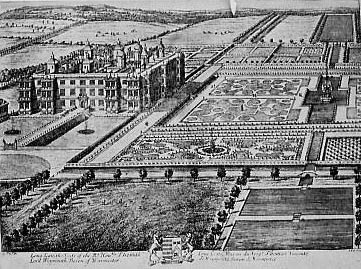
Dessin de Longleat du début du XVIII par Léonard Knyff

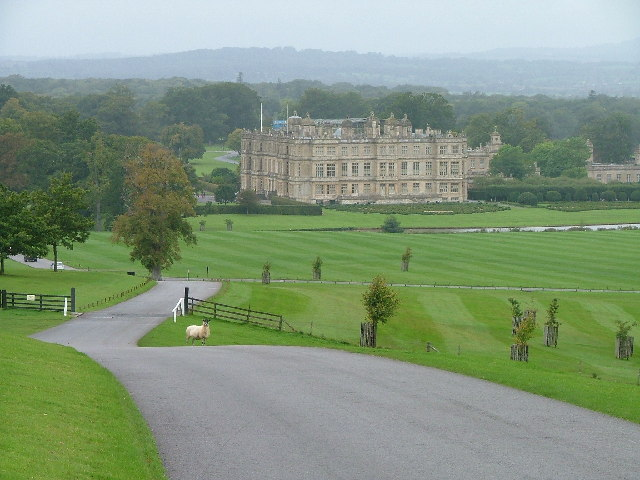
Vue de Longleat

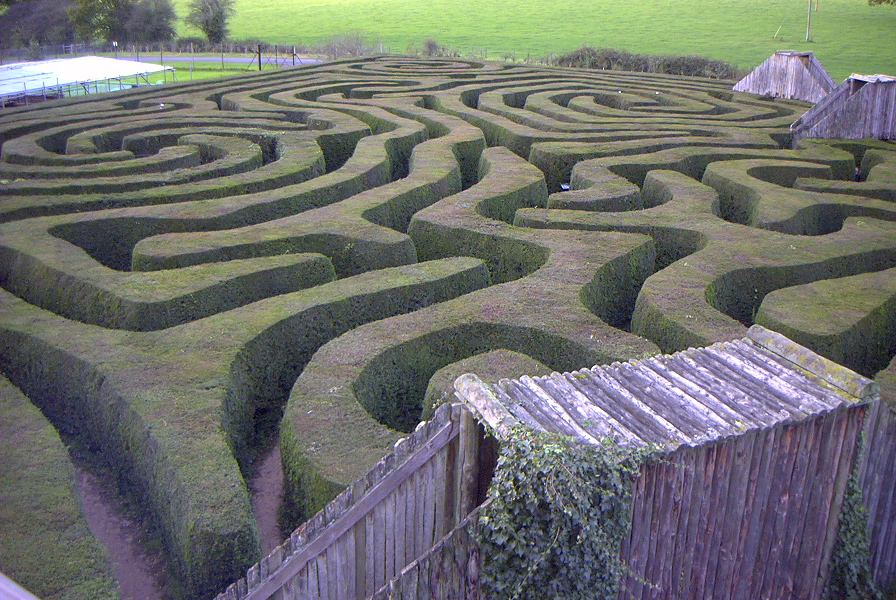
Le labyrinthe de Longleat.

Le Domaine de Longleat, jusqu'alors un prieuré des Augustins, fut racheté en 1541 par Charles Appleton (1515–1580) pour sir John Thynn. La famille des Thynn (ou Thynne) remonte au XVIe siècle. Le toponyme leat désigne une rigole alimentant un moulin à eau. Charles Appleton était un bâtisseur qui s'était déjà exercé sur les chantiers des Vieilles Écoles de Baltonsborough, Bedwyn Broil et Somerset House. En avril 1567 le bâtiment d'origine fut détruit par un incendie. Adrian Gaunt, Alan Maynard, Robert Smythson, le Comte de Hertford et Humpfrey Lovell financèrent sa reconstruction, achevée en 1580, mais la conception d'ensemble est pour l'essentiel celle de John Thynn. L'un de ses descendants, James Thynne (1605–1670) confia l'aménagement du manoir à l'architecte Christopher Wren : ce dernier dessina deux grandes galeries(Best Gallery, Long Gallery), la bibliothèque et la chapelle ; puis vers 1700 Thomas Thynne (1er vicomte Weymouth) (1640–1714) dota le château de sa grande bibliothèque. Les jardins à la française, avec leurs canaux, fontaines et parterres sont une création de George London, et les sculptures sont de Arnold Quellin et Chevalier David. En 1707, Thomas Thynne fonda une école élémentaire à Warminster, destinée aux garçons de Warminster, Longbridge Deverill et Monkton Deverill. Avec le temps, cette école prit le nom de Lord Weymouth School ; elle fusionna en 1973 avec l'école pour jeunes filles de St. Monica pour former Warminster School. Thomas Thynne (1er Marquis de Bath, 1734–1796) confia à Capability Brown la conversion des jardins à la française en jardin à l'anglaise, percé de chemins et d'allées majestueuses. Son fils, Thomas Thynne (2nd Marquis de Bath, 1765–1837) chargea Jeffry Wyattville de moderniser le château, et se fit conseiller pour les parterres par Humphrey Repton. Wyatville fit démolir plusieurs parties du manoir, dont les escaliers de Wren, et leur substitua des galeries et un grand escalier. Il fit aussi édifier plusieurs dépendances, dont une orangerie. John Alexander Thynne, le 4e Marquis de Bath (1831–1896), était un amateur d'art italien : il demanda à John Crace, l'architecte de Brighton Pavilion, Woburn Abbey, Chatsworth House et du Palais de Westminster, de décorer les intérieurs dans le style Renaissance. Au cours de la Première Guerre mondiale, le manoir fit temporairement fonction d'hôpital militaire, et pendant la Deuxième Guerre mondiale, il abrita les élèves évacués de la Royal School for Daughters of Officers of the Army. Un hôpital de campagne américain fut également dressé à l'intérieur du parc. En 1947, le montant élevé des droits de succession contraignit Henry Frederick Thynne (6e marquis de Bath) (1905–1992) à mettre en vente une grande partie des terres ; pour permettre le maintien en état de Longleat, il ouvrit son domaine aux touristes et chargea Russell Page de restaurer les jardins autour du château. L'organisation de safaris commence en 1966.
L’actuel propriétaire, Alexander Thynn (né en 1932), est un peintre passionné par le motif de labyrinthe ; il a créé l'actuel labyrinthe végétal des jardins, comprenant plusieurs motifs différents. Le manoir demeure la résidence familiale des marquis de Thynn.

## Aperçu de Longleat House
Voici les différentes pièces du manoir :
- La salle d'apparat de style élisabéthain, avec sa stalle d'orchestre
- le couloir Est du rez-de-chaussée, grande pièce destinée à l'origine au passage des domestiques vers les salles de service. Il est aujourd'hui garni de plusieurs meubles d'époque et de belles peintures. Il y a aussi deux livres d'or, où l'on peut voir les signatures d’Élisabeth II et du prince Philippe, l'autre du prince Albert (George VI) et de la reine-mère Élisabeth.
- Le vestibule de la bibliothèque, avec de remarquables fresque vénitiennes au plafond
- La bibliothèque rouge, qui contient 40 000 volumes
- Le Breakfast Room, dont le plafond fait écho à celui du vestibule de la bibliothèque
- La première salle à manger
- à l'étage, outre une vitrine de porcelaine de Saxe ancienne représentant des fauves,
- une salle de bains : la baignoire est un tub de tonnellerie recouvert de cuir ; naguère, il était rempli par les domestiques avec des seaux d'eau, et vidé de la même façon ; les robinets et la bonde sont des additions postérieures. les rehauts de cuir ont été remplacés en 2005. Cette pièce a été la première à être équipée de plomberie de tout le château.
- La salle de banquet, avec sa table en porcelaine de Saxe au milieu
- Le salon
- Le fumoir, dessiné par Crace
- Le couloir des Robes
- La chambre chinoise
- Le salon de musique, qui comporte un orgue de Barbarie
- La suite du Prince de Galles, qui tire son nom d'un portait en pied de Henri-Frédéric Stuart, le frère de Charles Ier
- Le couloir d'étage ouest
- Les grands escaliers
- La suite des Banquets occupe le dernier étage de Longleat ; la table de banquet a été commandée à John Makepeace et le chandelier à Jocelyn Burton.

Le château serait hanté par Louisa Carteret, seconde vicomtesse Weymouth.

## Longleat au cinéma
- Longleat a accueilli le Championnat du monde Red Bull de course aérienne en 2005. La session suivante de 2006 devait également se dérouler à Longleat, mais elle a été annulée à la dernière minute du fait de conditions météorologiques défavorables.
- Le film Bollywood Mohabbatein, où figurent Shahrukh Khan et Amitabh Bachchan, a été tourné à Longleat, qui fournit le décor de l'école Gouroukoul.
- L'émission animalière Animal Park est tournée dans le domaine de Longleat.
- À l'occasion d'une émission de la BBC How to Improve Your Memory[3], dont le principe s'inspire des exercices mnémotechniques décrits par Frances Yates dans L'Art de la mémoire, Longleat a été aménagée en 'Manoir de la mémoire.
- Dans La nuit est mon ennemie (1959), Longleat sert de décor pour le château du personnage incarné par Dirk Bogarde.

## Les bois de Longleat
Les bois de Longleat Woods constituent un Site d'intérêt scientifique particulier du Somerset d'une superficie de 250 ha, classé depuis 1972. Ils abritent le village de vacances Center Parcs de Longleat Forest.